# Жуки (Глембочинская волость)
Жуки — деревня в Себежском районе Псковской области России. Входит в состав сельского поселения «Себежское».

## География
Находится на юго-западе региона и района, в лесной местности у озера Мотяж, на территории национального парка «Себежский».
Уличная сеть не развита.

## История
В 1802—1924 годах земли поселения входили в Себежский уезд Витебской губернии.
В 1941—1944 гг. деревня находилась под фашистской оккупацией войсками Гитлеровской Германии.
До 1 января 2011 года деревня Жуки входила в ныне упразднённую Глембочинскую волость. В 2010 году, согласно Закону Псковской области от 03.06.2010 № 984-ОЗ, деревня Жуки после объединения пяти волостей (Глембочинской, Долосчанской, Дубровской, Лавровской и Томсинской) вошла в образованное муниципальное образование «Себежское сельское поселение».
В результате в Себежском сельском поселении образовались две деревни с названием Жуки.

## Население
| 2001 | 2002 | 2010 |
| ---- | ---- | ---- |
| 2    | ↘1   | ↘0   |

Согласно результатам переписи 2002 года, в национальной структуре населения русские составляли 100 % от общей численности в 1 жителя.

## Инфраструктура
Свято-Троицкий скит Воскресенского Новодевичьего монастыря.

## Транспорт
Автомобильная дорога общего пользования местного значения Бондари — Жуки (идентификационный номер 58-254-870 ОП МП 58Н-047), длиной 1,9 км